# Sivša
Sivša je naseljeno mjesto u sastavu općine Usora, Federacija Bosne i Hercegovine, BiH.
U Sivši nalazi se crkva posvećena svetom Anti Padovanskom.

## Povijest
Sivša se ranije nalazila u sastavu općine Tešanj, a potom je ušla u sastav novoformirane općine Usora.

## Stanovništvo
| Sivša              |                |                |                |
| godina popisa      | 1991.          | 1981.          | 1971.          |
| Hrvati             | 1.553 (96,51%) | 1.468 (97,08%) | 1.342 (98,74%) |
| Srbi               | 21 (1,30%)     | 7 (0,46%)      | 6 (0,44%)      |
| Muslimani          | 0              | 1 (0,06%)      | 1 (0,07%)      |
| Jugoslaveni        | 27 (1,67%)     | 27 (1,78%)     | 1 (0,07%)      |
| ostali i nepoznato | 8 (0,49%)      | 9 (0,59%)      | 9 (0,66%)      |
| ukupno             | 1.609          | 1.512          | 1.359          |

## Poznate osobe
- Nikola Komušanac, svećenik

## Šport
Od 1976. održava se Noćni malonogometni turnir "1. Maj".